# Bayan Ewenke Minzu
Bayan Ewenke Minzu (kinesiska: 巴彦鄂温克民族, 巴彦鄂温克民族乡) är en socken i Kina. Den ligger i den autonoma regionen Inre Mongoliet, i den norra delen av landet, omkring 1 400 kilometer nordost om regionhuvudstaden Hohhot. Antalet invånare är 42 053. Befolkningen består av 20 317 kvinnor och 21 736 män. Barn under 15 år utgör 14,0 %, vuxna 15-64 år 79 %, och äldre över 65 år 5,0 %.
Runt Bayan Ewenke Minzu är det ganska glesbefolkat, med 29 invånare per kvadratkilometer. Bayan Ewenke Minzu är det största samhället i trakten. Trakten runt Bayan Ewenke Minzu består till största delen av jordbruksmark.
Genomsnittlig årsnederbörd är 741 millimeter. Den regnigaste månaden är juli, med i genomsnitt 206 mm nederbörd, och den torraste är januari, med 9 mm nederbörd.